# Hausen-Arnsbach

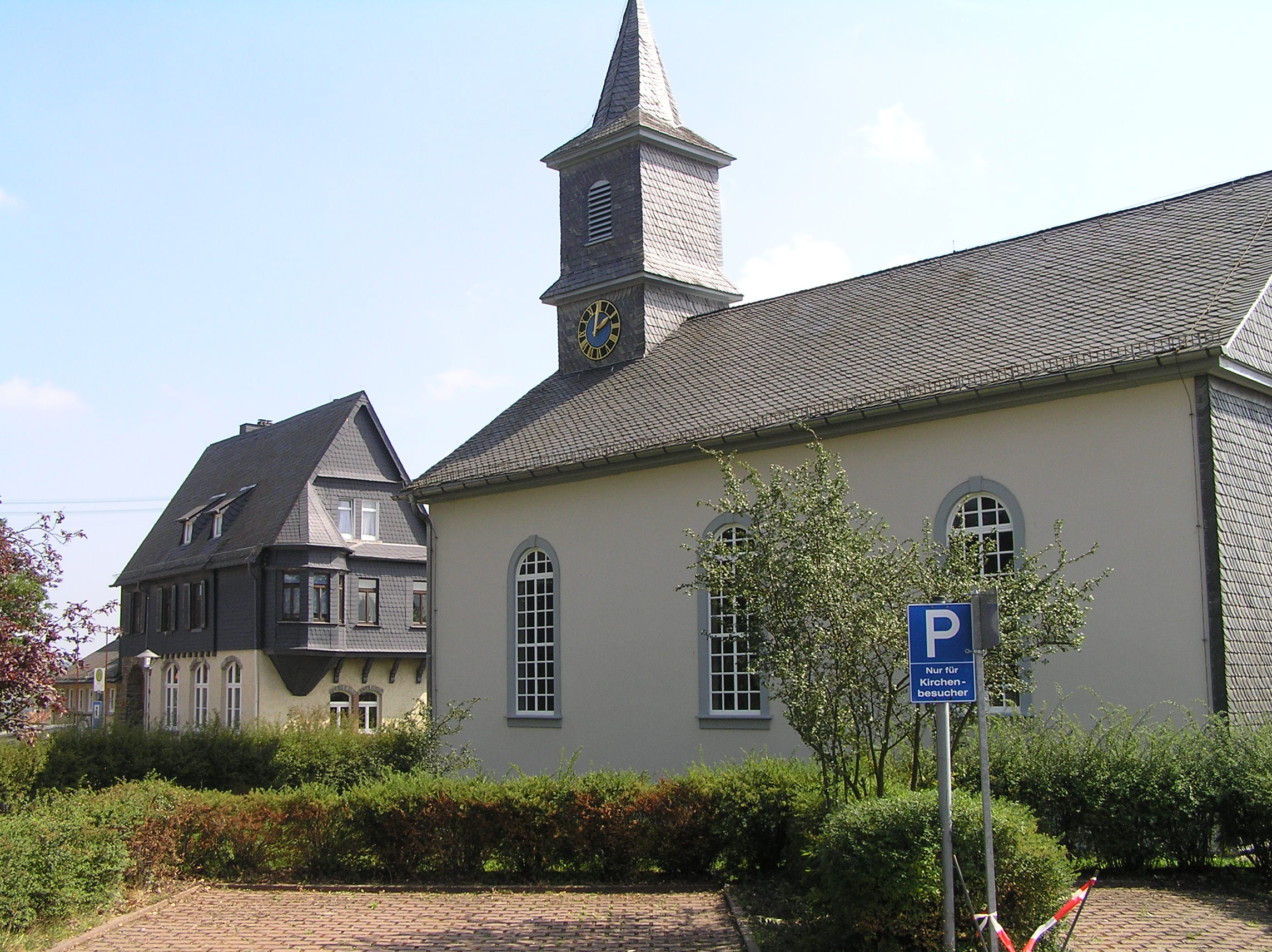
Kirche und alte Schule Hausen-Arnsbach

Hausen-Arnsbach ist ein Stadtteil von Neu-Anspach im hessischen Hochtaunuskreis.

## Geographie
Hausen-Arnsbach ist ein Doppelstadtteil, bestehend aus den Siedlungen Hausen und Arnsbach. Der Hausener Ortskern liegt auf rund 315 Metern Höhe, der Kern von Arnsbach liegt mit 320 Metern geringfügig höher. Mit einer Einwohnerzahl von 2576 ist Hausen-Arnsbach der zweitgrößte Stadtteil der Stadt Neu-Anspach. Durch Hausen fließt der Häuserbach, durch Arnsbach der namensgebende Arnsbach und der Röderbach. Alle diese Bäche fließen in die Usa.

## Geschichte
Bis zum Beginn des 19. Jahrhunderts waren die Orte Hausen und Arnsbach getrennt. Die ältesten bekannten Erwähnungen erfolgten für Hausen 1402 als Husin und für Arnsbach Anfang des 16. Jahrhunderts.
Im Zuge der Gebietsreform in Hessen fusionierten zum 1. Dezember 1970 die Gemeinde Hausen-Arnsbach mit den beiden Nachbargemeinden Anspach und Rod am Berg freiwillig zur neuen Gemeinde Neu-Anspach. Ortsbezirke wurden nicht eingerichtet.

## Religion
Die Evangelische Kirchengemeinde ist eng mit der in Westerfeld verknüpft. Das Kirchengebäude befindet sich in der Hauptstraße 59 an einer Straßenkreuzung.

## Kulturdenkmäler
Siehe Kulturdenkmäler in Hausen-Arnsbach

## Infrastruktur
- In Hausen-Arnsbach gibt es den Haltepunkt „Hausen“ an der Bahnstrecke Friedrichsdorf–Albshausen.
- Nahe den Siedlungen „Hochwiese“ befindet sich die Grundschule am Hasenberg, in der rund 330 Schüler lernen.
- Der Stadtteil wird von der Kreisstraße K 723 von Brombach nach Usingen und von der K 738 von Neu-Anspach zur Bundesstraße 275 durchquert.